# Joaquín Blake
Joaquín Blake   (Vélez-Màlaga, 19 d'agost de 1759 - Valladolid, 27 d'abril de 1827) fou un aristòcrata i militar espanyol d'origen irlandès.
Entre el 1779 i el 1783, quan Espanya va prendre a part a la Guerra d'Independència dels Estats Units com a conseqüència dels Pactes de Família entre els Borbons, Joaquín Blake participà com a tinent de granaders en el fracassat setge de Gibraltar i a la reconquesta de Menorca per part del duc de Crillon.
Entre el 1793 i 1795, a la Guerra Gran participà amb el "Cuerpo de Voluntarios de Castilla" a les ordres del general Ricardos, en la campanya del Rosselló contra la República francesa. El novembre de 1794 fou ferit a la batalla del Roure (Sant Llorenç de la Muga).
El 1808, durant la Guerra del Francès, fou derrotat a les batalles de Medina de Rioseco per Bessières i a Zornotza per François Joseph Lefebvre, aconseguí una victòria sobre Eugène-Casimir Villatte a Balmaseda per ser novament derrotat per Claude Victor Perrin a Espinosa de los Monteros. fou substituït al comandament de l'Exèrcit de l'esquerra pel general Pere Caro Sureda, el marquès de la Romana i passà a comandar l'Exèrcit del centre.
El 23 de maig de 1809, derrotà al  mariscal Suchet a Alcanyís i va defensar Múrcia. Poc després fou nomenat capità general de Catalunya per la Junta Superior de Govern del Principat de Catalunya en morir Teodoro Reding, substituint a l'interí Marques de Coupigny. El seu mandat va ser sempre discutit per la Junta Superior i les discrepàncies d'opinió en les accions que es dugueren a terme per tal d'aixecar el setge de Girona foren motiu de friccions i els polítics l'acusaren de la caiguda de la ciutat. El 21 de gener de 1810 fou al seu torn substituït per Enrique José O'Donnell. Fou president del consell d'estat el 1810.
El 1811 junt amb als anglesos del general Beresford va vèncer a La Albuera. Sofrí una important derrota front al mariscal Suchet a la batalla de Sagunt i es refugià a València amb les seves tropes i al llarg de l'hivern de 1811, defensà la ciutat de les tropes franceses que l'assetjaven, fins a la seva rendició el 8 de gener de 1812. La seva actuació fou objecte de dures crítiques, i un cop caiguda València fou dut presoner al castell de Vincennes i no hi retornà fins al 1814.
Ferran VII d'Espanya l'encarregà la “Dirección General de Ingenieros”. Publicà diversos estudis de fortificació i tàctica militar. Durant el període del Trienni Constitucional, fou nomenat capità general de València. El 1823, quan es produí la invasió dels Cent Mil Fills de Sant Lluís, a causa de les seves idees liberals hagué de retirar-se. Morí a Valladolid el 1827.